# 杜松山 (加利福尼亞州)
杜松丘陵（英語：Juniper Hills）是位於美國加利福尼亞州洛杉磯縣的一個非建制地區。該地的面積和人口皆未知。

## 地理
杜松丘陵的座標為34°26′39″N 117°56′07″W / 34.44417°N 117.93528°W，而該地的平均海拔高度為1324米（即4344英尺）。